# Test de l'inversion
Le test de l'inversion a pour but d'éliminer le préjudice du statu quo (un biais cognitif qui consiste à opposer une résistance au changement).

## Le test de l'inversion
Le test de l'inversion a été introduit dans le domaine de la bioéthique et de l'amélioration humaine par Nick Bostrom et Toby Ord.
En matière d'amélioration humaine, il est possible d'augmenter certaines capacités humaines. Ceci suscite des réactions diverses : certaines personnes voient cela d'un bon œil, d'autres vont émettre des critiques. Étant donné que les humains peuvent souffrir du biais de statu quo, qui est irrationnel, comment peut-on faire la différence entre des critiques valides et des critiques simplement motivées par la résistance au changement ? Le test de l'inversion tente de répondre à cette question en demandant aux gens si, inversement, ce serait une bonne chose de diminuer la capacité humaine dont il est question (plutôt que de l'augmenter) :

« Test de l'inversion : Quand une proposition de changement d'un certain paramètre est pensée comme ayant surtout de mauvaises conséquences, considérons un changement du même paramètre dans la direction opposée. Si cela est également pensé comme ayant surtout de mauvaises conséquences, il appartient alors à ceux qui émettent ces critiques d'expliquer pourquoi notre position ne peut pas être améliorée via des changements de ce paramètre. S'ils sont incapables de le faire, alors nous avons des raisons de suspecter qu'ils souffrent du biais de statu quo. »

— (p. 644 dans le texte anglais)
Idéalement, ce test aidera à révéler si oui ou non le biais de statu quo est un facteur important dans la formation du jugement initial.
Une expérience de pensée similaire relative aux mémoires post-traumatiques a été décrite par Adam J. Kolber, se demandant si oui ou non des extraterrestres naturellement résistants aux mémoires post-traumatiques devraient adopter une « amélioration de la mémoire ». 

## Le double test de l'inversion
Une élaboration approfondie du test de l'inversion a été proposée : le double test de l'inversion.

« Double test de l'inversion: Supposons que la personne pense qu'augmenter ou réduire un certain paramètre aurait dans les deux cas des conséquences principalement négatives. Considérons alors un scénario dans lequel un facteur naturel menacerait de bouger le paramètre dans l'une des directions. On demande à la personne s'il serait bon de contrebalancer ce changement par une intervention active pour préserver le statu quo. Si elle approuve l'intervention, on considère alors un temps ultérieur où le facteur naturel qu'on avait évoqué s'apprêterait à disparaître, et l'on demande alors à la personne si ce serait une bonne idée d'intervenir pour contrebalancer la première intervention. Si elle répond non, alors il y a, de prime abord, de fortes raisons de penser qu'il serait bon de faire la première intervention même en l'absence du facteur naturel. »

— (p. 673 dans le texte anglais)
Dans ce cas, le biais de statu quo est retourné contre lui-même, heureusement en réduisant son impact sur le raisonnement.

## Contre-argument
Alfred Nordmann affirme que les tests de l'inversion n'ont pas de valeur philosophique car ils ne font que créer un argument épouvantail partial en faveur de l'augmentation des capacités humaines. Il critique ensuite les deux tests qui, selon lui, ignorent toutes approches qui ne sont pas conséquentialistes ou déontologiques. Il dit aussi qu'on ne doit pas voir les humains comme des robots avec des paramètres qu'on peut changer à volonté, individuellement et sans considération de leur histoire.